# 내일 잊으리
《내일 잊으리》는 1988년 7월 30일부터 이듬해 2월 26일까지 방영된 문화방송 주말연속극이다.
전체 54부작 중 현재 5회와 28회, 45회가 유실되었고, 나머지 분량은 온전히 보존되어 있다.

## 줄거리
진실한 사랑을 외면하고 사랑을 야망과 출세의 수단으로 치부해 버리는 현 세태를 담은 애정드라마로 참사랑의 의미와 아픔을 그림.
같은 고향에서 오누이처럼 자라 결혼을 약속했던 성현이 부와 명예를 위해 호텔 경영주인 세영과 결혼해버리자 배신을 당한 인애는 오직 성현에 대한 복수심에 불타서 가구 디자이너로 성공했으면서도 성현이 하는 일에 제동을 건다.
인애의 계략으로 세영의 호텔은 부도를 맞게 되고, 이로 인한 불화로 성현은 결국 세영과 이혼하게 되나, 인애의 복수는 이에 그치지 않고 성현이 재기를 꿈꾸며 새로 시작한 인테리어 사업까지 온갖 악랄하고 비겁한 수단을 동원하여 결국 망하게 만든다.
사업이 망한 충격으로 폐인 같은 생활을 하던 성현을 인애는 헌신적으로 돌보지만, 성현은 결국 종적을 감춰버리고, 그로부터 2년 후, 새로운 남자와 재혼한 세영은 남편과 제주도에 사업상의 일정으로 방문했다가 성현이 제주도의 한 작은 호텔에서 지배인으로 일하고 있다는 사실을 알게 된다.
세영은 인에에게 성현의 소식을 전해주지만, 성현은 호텔에서 일어난 화재 사고로 인해 중상을 입게 되고, 결국 죽고 만다.

## 등장 인물
- 김희애(서인애)
- 임채무(이성현)
- 이휘향(오세영)
- 김용림(황명순)
- 김해숙(지숙)
- 박영규(배동준)
- 홍성민(성현 아버지)
- 김영옥(성현 어머니)
- 김동현(영태)
- 김소원, 노경주, 맹상훈, 임애경, 임영규, 한애경

| 문화방송 주말연속극                 | 문화방송 주말연속극                             | 문화방송 주말연속극             |
| 이전 작품                           | 작품명                                          | 다음 작품                       |
| ----------------------------------- | ----------------------------------------------- | ------------------------------- |
| 세 여인 (1988년 1월 9일 ~ 7월 24일) | 내일 잊으리 (1988년 7월 30일 ~ 1989년 2월 26일) | 유산 (1989년 3월 4일 ~ 7월 2일) |